# Gloucester County (New Jersey)
Gloucester County is een county in de Amerikaanse staat New Jersey.
De county heeft een landoppervlakte van 841 km² en telt 254.673 inwoners (volkstelling 2000). De hoofdplaats is Woodbury.

## Bevolkingsontwikkeling

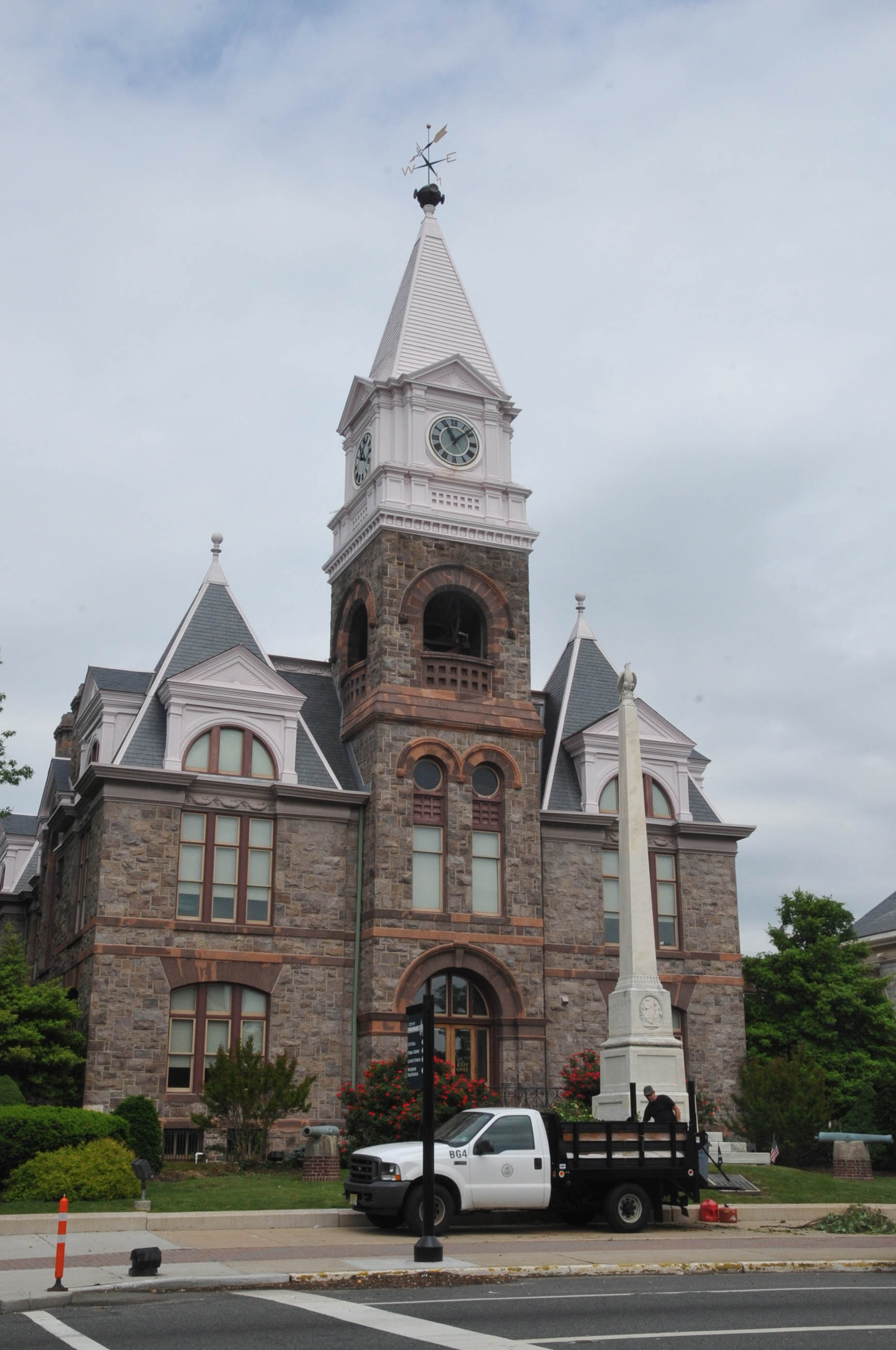
Gloucester County Courthouse

Atlantic · Bergen · Burlington · Camden · Cape May · Cumberland · Essex · Gloucester · Hudson · Hunterdon · Mercer · Middlesex · Monmouth · Morris · Ocean · Passaic · Salem · Somerset · Sussex · Union · Warren